# World Port Tournament 1995
De World Port Tournament 1995 was een honkbaltoernooi gehouden in Rotterdam van 23 juni tot en met 2 juli 1995.
De deelnemende teams waren Ciudad Havana, Nederland, Red Machine Aruba, Hyundai Phoenix, Wichita Broncos.
Elk team speelde één keer tegen elk ander team. De nummers één tot en met vier gingen naar de halve finale. Er werd een beslissingswedstrijd gespeeld voor de vierde plaats (niet omdat er gelijk gespeeld was).

## Wedstrijdprogramma
| Ciudad Havana     | Hyundai Phoenix   | 5-4  |
| Wichita Broncos   | Hyundai Phoenix   | 8-14 |
| Nederland         | Red Machine Aruba | 13-3 |
| Ciudad Havana     | Nederland         | 6-3  |
| Hyundai Phoenix   | Red Machine Aruba | 7-9  |
| Wichita Broncos   | Ciudad Havana     | 1-9  |
| Red Machine Aruba | Wichita Broncos   | 6-5  |
| Hyundai Phoenix   | Nederland         | 10-8 |
| Red Machine Aruba | Ciudad Havana     | 5-12 |
| Nederland         | Wichita Broncos   | 15-5 |

## Stand in de poule
| 1. | Ciudad Havana     |
| 2. | Nederland         |
| 3. | Red Machine Aruba |
| 4. | Hyundai Phoenix   |
| 5. | Wichita Broncos   |

## Beslissingswedstrijd 4deplaats
| Hyundai Phoenix    | Wichita Broncos | 4-7 |
| Hyundai Phoenix'*' | Wichita Broncos | 3-2 |

*: Hyundai Phoenix plaatst zich voor de halve finale

## Vriendschappelijke wedstrijd
| Aruba | Curaçao | 13-12 |

## Halve finale
| Nederland     | Red Machine Aruba | 12-2 |
| Ciudad Havana | Hyundai Phoenix   | 9-5  |

## Wedstrijd voor de bronzen medaille
| Red Machine Aruba | Hyundai Phoenix | 4-3 |

## Finale
| Ciudad Havana | Nederland     | 10-2 |
| Nederland     | Ciudad Havana | 1-3  |

| Kampioen: CIUDAD HAVANA (3de titel) |

## Persoonlijke prijzen
- Beste slagman: Jeffrey Cranston (Nederland)
- Beste pitcher: Eelco Jansen (Nederland)
- Homerun King: Cho Kyung Hwan (Hyundai Phoenix)
- Meest waardevolle speler: Jeffrey Cranston (Nederland)
- Meest populaire speler: Jeffrey Cranston (Nederland)

1985 · 1987 · 1989 · 1991 · 1993 · 1995 · 1997 · 1999 · 2001 · 2003 · 2007 · 2009 · 2011 · 2013 · 2015 · 2017 · 2019